# Gonomyia baiame
Gonomyia baiame är en tvåvingeart som beskrevs av Günther Theischinger 1994. Gonomyia baiame ingår i släktet Gonomyia och familjen småharkrankar. Inga underarter finns listade i Catalogue of Life.